# Il rito. Storia vera di un esorcista di oggi
Il rito. Storia vera di un esorcista di oggi (The Rite: The Making of a Modern Exorcist) è un libro semibiografico del giornalista Matt Baglio.

## Contenuti
Baglio, partendo dal presupposto che il Diavolo esista esclusivamente come male teorico, ha cercato insieme a Padre Gary Thomas di ricostruire dalla base la storia dell'esorcismo, sia dal punto investigativo, mediante una distinzione dei casi che egli ritiene di effettiva possessione da quelli di malattia mentale, che oggettivo, mediante una propria valutazione della posizione critica della comunità scientifica e di quella ufficiale della Chiesa cattolica.
Il libro si basa su alcune esperienze dell'esorcista Padre Thomas. Questi apprese la materia presso il Pontificio Ateneo Regina Apostolorum, dove eseguì le pratiche esorcizzanti aiutato dal più esperto padre Carmine. In generale Padre Thomas assistette a più di ottanta casi di possessione che egli ritiene veri o presunti tali.

## Edizioni
- Matt Baglio. The Rite: The Making of a Modern Exorcist, The Doubleday Religious Publishing Group (2009). pp. 294 ISBN 0385522711, ISBN 9780385522717[2]
- Matt Baglio. Il Rito. Storia vera di un esorcista di oggi, Sperling & Kupfer (2009). pp. 312[1]

## Adattamento cinematografico
Il 28 gennaio 2011 è uscito il film Il rito, diretto da Mikael Håfström e interpretato tra gli altri da Anthony Hopkins, Colin O'Donoghue, Alice Braga e Maria Grazia Cucinotta.